# Palencia (pokrajina)
Palencia je španjolska provincija na središnjem sjeveru zemlje, u središnjem dijelu autonomne zajednice Kastilje i Leóna.
U pokrajini živi 167.609 stanovnika (1. siječnja 2014.), a prostire se na 8.052 km². Glavni grad pokrajine je Palencia.